# Through the Years (album, Jethro Tull)
Through the Years je album od progressive rockové skupiny Jethro Tull.
Je to retrospektivní album s písničkami, které jsou z různých období historie skupiny. Není to "best-of" album, protože obsahuje skladby, které na takových albech nebývají (jako "War Child", "Quizz Kid" a "Beastie".) Materiál překlenuje celé období existence skupiny, od jejich prvního alba This Was přes folk-rockovou trilogii (Songs from the Wood, Heavy Horses a Stormwatch) až k Broadsword and the Beast. Na obale nejsou žádné texty, jenom krátká historie Jethro Tull, která začíná humorně otázkou: "Nezemřeli Tull na předávkování drogami?"

## Seznam stop
1. Living in the Past (Live) - 5:03
2. Wind Up - 6:04
3. Warchild - 4:33
4. Dharma for One - 4:11
5. Acres Wild - 3:22
6. Budapest - 10:00
7. The Whistler - 3:30
8. We Used to Know - 3:55
9. Beastie - 3:57
10. Locomotive Breath (Live) - 5:36
11. Rare and Precious Chain - 3:34
12. Quizz Kid - 5:08
13. Still Loving You Tonight - 4:30

Skladba "Living in the Past" není uváděna jako "live", ale mezi originálem a touto skladbou jsou rozdíly, ze kterých to je patrné (rozdílný text, intenzivnější hraní a potlesk na konci).